# Musée universitaire de météorites
Le Musée Universitaire de Météorites est un musée de météorites marocain installé aujourd'hui au cœur de la Cité de l'Innovation Souss Massa Agadir, Maroc. Le musée, affilié à l'Université Ibn Zohr, a été inauguré, vendredi 12 février 2016.

## Gestion du musée
La gestion de ce musée a été confiée au Laboratoire de Pétrologie, Métallogénie et Météorites et au Club d'Astronomie Ibn Zohr, présidés par le professeur Abderahmane Ibhi, géologue spécialisé en météorites.

## Collection permanente
Cet édifice est un lieu d'exposition permanent d'échantillons de météorites marocaines et étrangères, spécialement une vitrine de rares météorites de Lune et de Mars avec un échantillon de Tissint, la météorite martienne tombée le 18 juillet 2011 dans la région de Tata (Maroc). Une deuxième vitrine expose une belle collection de tectites, et du verre libyque, dont une superbe tranche de moldavite. Elle expose également un échantillon de la météorite de Tcheliabinsk, désignée par l'Union astronomique internationale comme super-bolide de Tcheliabinsk (Russie) provoquant une déflagration d'une force de 300 et 500 kilotonnes, selon les estimations de la NASA et qui a blessé en 2013 plus de 15 000 personnes, ainsi que d’autres météorites authentiques: des fragments de l’astéroïde Vesta roches de 4,5 milliards d’années, les sidérites et les brèches d’impact d’Agoudale prescrit par la communauté scientifique internationale comme le premier grand cratère d’impact au Maroc.